# رهاونن
رهاونن (به آلمانی: Rhaunen) یک شهر در آلمان است که در بیرکنفلد واقع شده‌است. رهاونن ۲٬۲۵۷ نفر جمعیت دارد.

## خواهرخوانده
شهرهای درباخ و Saint-Valérien خواهرخوانده‌های رهاونن هستند.